# Rally de Japón de 2010
El Rally de Japón de 2010, oficialmente 9th Rally Japan, fue la décima ronda de la temporada 2010 del Campeonato Mundial de Rally. Se celebró en las cercanías de Sapporo (Hokkaidō) entre el 9 y el 12 de septiembre y contó con un itinerario de veintiséis tramos sobre tierra que sumaban un total de 303.54 km cronometrados.

## Itinerario y resultados
| Día             | SS   | Hora  | Nombre        | Distancia | Ganador            | Tiempo  | Velo. media | Líder rally        |
| --------------- | ---- | ----- | ------------- | --------- | ------------------ | ------- | ----------- | ------------------ |
| Día 1 (9 Sept)  | SS1  | 18:40 | SSS Sapporo 1 | 1.57 km   | Sébastien Ogier    | 1:21.8  | 69.10 km/h  | Sébastien Ogier    |
| Día 1 (9 Sept)  | SS2  | 18:52 | SSS Sapporo 2 | 1.57 km   | Sébastien Ogier    | 1:21.4  | 69.43 km/h  | Sébastien Ogier    |
| Día 2 (10 Sept) | SS3  | 10:23 | Iwanke 1      | 26.92 km  | Petter Solberg     | 16:21.2 | 98.77 km/h  | Sébastien Ogier    |
| Día 2 (10 Sept) | SS4  | 11:27 | Sikot 1       | 27.76 km  | Petter Solberg     | 15:49.9 | 105.21 km/h | Petter Solberg     |
| Día 2 (10 Sept) | SS5  | 12:15 | Koyka 1       | 3.55 km   | Henning Solberg    | 1:55.1  | 111.03 km/h | Petter Solberg     |
| Día 2 (10 Sept) | SS6  | 15:03 | Iwanke 2      | 26.92 km  | Jari-Matti Latvala | 16:08.0 | 100.12 km/h | Petter Solberg     |
| Día 2 (10 Sept) | SS7  | 16:07 | Sikot 2       | 27.76 km  | Mikko Hirvonen     | 15:35.0 | 106.88 km/h | Petter Solberg     |
| Día 2 (10 Sept) | SS8  | 16:55 | Koyka 2       | 3.55 km   | Mikko Hirvonen     | 1:55.9  | 110.27 km/h | Petter Solberg     |
| Día 2 (10 Sept) | SS9  | 18:34 | SSS Sapporo 3 | 1.57 km   | Sébastien Loeb     | 1:24.5  | 66.89 km/h  | Petter Solberg     |
| Día 2 (10 Sept) | SS10 | 18:46 | SSS Sapporo 4 | 1.57 km   | Petter Solberg     | 1:24.0  | 67.29 km/h  | Petter Solberg     |
| Día 3 (11 Sept) | SS11 | 10:28 | Nikara 1      | 17.68 km  | Petter Solberg     | 9:38.8  | 109.97 km/h | Petter Solberg     |
| Día 3 (11 Sept) | SS12 | 11:26 | Kamuycep 1    | 33.76 km  | Jari-Matti Latvala | 21:02.3 | 96.28 km/h  | Petter Solberg     |
| Día 3 (11 Sept) | SS13 | 12:22 | Kina 1        | 9.55 km   | Dani Sordo         | 5:34.5  | 102.78 km/h | Jari-Matti Latvala |
| Día 3 (11 Sept) | SS14 | 15:09 | Nikara 2      | 17.68 km  | Petter Solberg     | 9:30.0  | 111.66 km/h | Jari-Matti Latvala |
| Día 3 (11 Sept) | SS15 | 16:07 | Kamuycep 2    | 33.76 km  | Dani Sordo         | 20:31.5 | 98.69 km/h  | Jari-Matti Latvala |
| Día 3 (11 Sept) | SS16 | 17:03 | Kina 2        | 9.55 km   | Petter Solberg     | 5:32.6  | 103.37 km/h | Petter Solberg     |
| Día 3 (11 Sept) | SS17 | 18:33 | SSS Sapporo 5 | 1.57 km   | Petter Solberg     | 1:24.8  | 66.65 km/h  | Petter Solberg     |
| Día 3 (11 Sept) | SS18 | 18:45 | SSS Sapporo 6 | 1.57 km   | Mikko Hirvonen     | 1:24.1  | 67.21 km/h  | Petter Solberg     |
| Día 4 (12 Sept) | SS19 | 7:31  | Bisan 1       | 4.71 km   | Sébastien Loeb     | 2:27.7  | 114.80 km/h | Petter Solberg     |
| Día 4 (12 Sept) | SS20 | 8:13  | Naekawa 1     | 17.86 km  | Sébastien Ogier    | 14:21.6 | 74.62 km/h  | Sébastien Ogier    |
| Día 4 (12 Sept) | SS21 | 9:37  | Sunagawa 1    | 3.70 km   | Sébastien Loeb     | 2:39.7  | 83.41 km/h  | Sébastien Ogier    |
| Día 4 (12 Sept) | SS22 | 10:12 | Bisan 2       | 4.71 km   | Sébastien Ogier    | 2:26.4  | 115.82 km/h | Sébastien Ogier    |
| Día 4 (12 Sept) | SS23 | 10:54 | Naekawa 2     | 17.86 km  | Jari-Matti Latvala | 14:05.6 | 76.04 km/h  | Sébastien Ogier    |
| Día 4 (12 Sept) | SS24 | 11:58 | Sunagawa 2    | 3.70 km   | Sébastien Loeb     | 2:36.3  | 85.22 km/h  | Sébastien Ogier    |
| Día 4 (12 Sept) | SS25 | 14:00 | SSS Sapporo 7 | 1.57 km   | Sébastien Ogier    | 1:24.0  | 67.29 km/h  | Sébastien Ogier    |
| Día 4 (12 Sept) | SS26 | 14:12 | SSS Sapporo 8 | 1.57 km   | Jari-Matti Latvala | 1:23.8  | 67.45 km/h  | Sébastien Ogier    |

## Clasificación final
| Pos.     | Piloto             | Copiloto            | Automóvil                | Tiempo    | Diferencia | Puntos  |
| General  | General            | General             | General                  | General   | General    | General |
| -------- | ------------------ | ------------------- | ------------------------ | --------- | ---------- | ------- |
| 1.       | Sébastien Ogier    | Julien Ingrassia    | Citroën C4 WRC           | 3:10:26.4 | 0.0        | 25      |
| 2.       | Petter Solberg     | Chris Patterson     | Citroën C4 WRC           | 3:10:42.1 | 15.7       | 18      |
| 3.       | Jari-Matti Latvala | Miikka Anttila      | Ford Focus RS WRC 09     | 3:10:52.4 | 26.0       | 15      |
| 4.       | Dani Sordo         | Diego Vallejo       | Citroën C4 WRC           | 3:11:01.6 | 35.2       | 12      |
| 5.       | Sébastien Loeb     | Daniel Elena        | Citroën C4 WRC           | 3:11:19.7 | 53.3       | 10      |
| 6.       | Mikko Hirvonen     | Jarmo Lehtinen      | Ford Focus RS WRC 09     | 3:11:39.9 | 1:13.5     | 8       |
| 7.       | Henning Solberg    | Ilka Minor          | Ford Focus RS WRC 08     | 3:13:29.5 | 3:03.1     | 6       |
| 8.       | Federico Villagra  | Jorge Pérez Companc | Ford Focus RS WRC 08     | 3:20:44.3 | 10:17.9    | 4       |
| 9.       | Jari Ketomaa       | Mika Stenberg       | Ford Fiesta S2000        | 3:25:13.5 | 14:47.1    | 2       |
| 10.      | Martin Prokop      | Jan Tománek         | Ford Fiesta S2000        | 3:25:47.2 | 15:20.8    | 1       |
| SWRC     |                    |                     |                          |           |            |         |
| 1. (9.)  | Jari Ketomaa       | Mika Stenberg       | Ford Fiesta S2000        | 3:25:13.5 | 0.0        | 25      |
| 2. (10.) | Martin Prokop      | Jan Tománek         | Ford Fiesta S2000        | 3:25:47.2 | 33.7       | 18      |
| PWRC     |                    |                     |                          |           |            |         |
| 1. (11.) | Patrik Flodin      | Göran Bergsten      | Subaru Impreza WRX STI   | 3:31:08.3 | 0.0        | 25      |
| 2. (12.) | Hayden Paddon      | John Kennard        | Mitsubishi Lancer Evo X  | 3:33:54.1 | 2:45.8     | 18      |
| 3. (16.) | Gianluca Linari    | Paolo Gregoriani    | Subaru Impreza WRX STI   | 3:46:15.1 | 15:06.8    | 15      |
| 4. (17.) | Kyosuke Kamata     | Takumi Takahashi    | Mitsubishi Lancer Evo IX | 3:48:18.6 | 17:10.3    | 12      |
| 5. (20.) | Wang Rui           | Pan Hongyu          | Subaru Impreza WRX STI   | 3:53:07.8 | 21:59.5    | 10      |
| 6. (46.) | Reijo Muhonen      | Lasse Miettinen     | Mitsubishi Lancer Evo X  | 4:39:53.3 | 1:08:45.0  | 8       |